# Smitella thambetosa
Smitella thambetosa är en loppart som beskrevs av Hamilton Paul Traub 1968. Smitella thambetosa ingår i släktet Smitella och familjen Stivaliidae. Inga underarter finns listade i Catalogue of Life.